# Domino Dancing

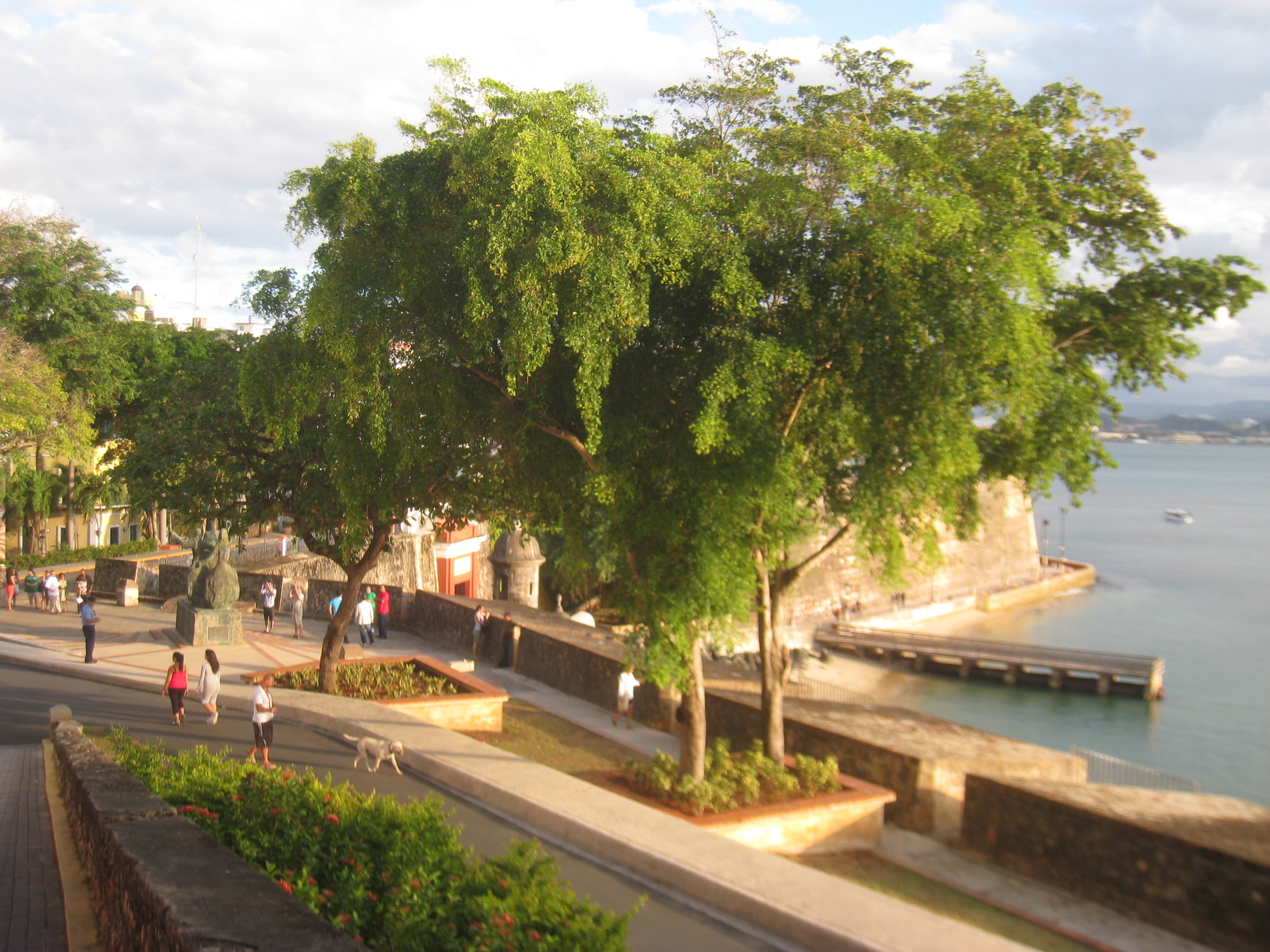
El vídeo inicia con la joven en el Paseo de la Princesa y siendo abordada por un chico.

«Domino Dancing» (en español: Danza del Dominó) es una canción de synth pop del dúo inglés Pet Shop Boys, lanzado como el primer sencillo de su tercer álbum de estudio Introspective (1988). Alcanzó el número siete en la lista de sencillos del Reino Unido y encabezó las listas en España y Finlandia.

## Letra
Fue escrita por Neil Tennant y el ritmo es de Chris Lowe, quien se inspiró en el pop latino. Fragmento:

Te he visto mirando a otros muchas veces
Recuerdas cuándo sentíamos el sol?
All day, all day: watch them all fall down
En efecto dominó!
Pensé que cuando peléabamos, era mi culpa
Te he visto bailar peligrosamente, deseando más
Para agregar un número más, a tu marcador
All day, all day: domino dancing!

Tennant se inspiró luego de jugar al dominó, que fue la única actividad nocturna en Puerto Rico cuando los Pet Shop Boys se quedaron allí y donde un buen amigo de ellos siempre ganó, festejando con un baile. Tennant además referenció a los fallecidos por VIH/sida de la comunidad homosexual, muchos de sus conocidos en aquella época, con el efecto dominó por la importante pandemia.

## Historia
La canción fue producida por Lewis Martinée, el productor latino detrás de grupos freestyle como Exposé. La canción fue grabada en el estudio de Martinée en Miami, resultando en un número considerablemente grande de músicos de estudio para una canción de Pet Shop Boys que de costumbre.
Se publicó el 12 de septiembre de 1988, cuatro semanas antes del lanzamiento del álbum. El dúo había logrado tres números uno en 1987 y 1988, y se esperaba que "Domino Dancing" continuara con este éxito. Sin embargo, la recepción del público al nuevo sonido latino del dúo resultó decepcionante. Tennant recuerda: «... entró en las listas en el número nueve y pensé, 'eso es todo entonces, todo ha terminado'. Ahí supe que nuestra fase imperial de éxitos número uno había terminado».
El sencillo se perdió el top 10 en el Billboard Hot 100 estadounidense, alcanzando el número 18 y, hasta la fecha, la última entrada en el top 20 de los Estados Unidos. De hecho, no han llegado al top 60 desde "Domino Dancing". La canción logró el número cinco en la lista Dance Club Songs, donde el dúo ha visto un éxito más consistente.

## Videoclip
El vídeo musical de "Domino Dancing" fue dirigido por Eric Watson y fue su sexta de once colaboraciones con la banda. La historia trata sobre un triángulo amoroso entre dos jóvenes amigos guapos que están peleando por una mujer hermosa.
La revista Rolling Stone llama al vídeo «probablemente el vídeo pop más homoerótico jamás hecho», citando las tomas a cámara lenta de los chicos luchando en la playa:

«Como tal, el video ejemplificó la explotación general del sexo gay en los años ochenta, más evidente en los anuncios de Calvin Klein y largometrajes como Top Gun. Desafortunadamente, Domino Dancing era tan deshonesto, titilando el mundo heterosexual con imágenes que nunca podría reconocer y luego duplicando la represión manteniendo abiertamente la expresión gay cerrada». —Jim Farber.

El vídeo fue grabado en Puerto Rico durante cuatro días, en el verano boreal de 1988 y dura 4:18. Fue subido a YouTube por el canal oficial de los Pet Shop Boys en febrero de 2009 y cuenta con más de 115 millones de visualizaciones a febrero de 2024.
Inicia con la joven caminando por el Paseo de la Princesa, es abordada por uno de los chicos, muestra la seducción con escenas del Viejo San Juan y el inicio de un noviazgo. Luego, una pelea en un baile nocturno, ella con el amigo del novio en la cascada del Bosque nacional El Yunque y la famosa pelea en la playa entre los chicos.

### Versión extendida
También se lanzó una versión en canción de baile de casi ocho minutos, combinada con melodías de sintetizador de Lowe, timba cubana y ritmos tempranos de hip hop. La versión extendida de 12″ remix dura 7:46.
Esta versión amplía las escenas originales, revela a la chica visitando el Cementerio Santa María Magdalena de Pazzis, es más gráfica con la cascada, muestra la bandera de Puerto Rico varias veces y concluye la historia con los amigos resignándose a la joven. El vídeo fue subido a YouTube de manera oficial recién en enero de 2021.

### Reparto
Todos los actores son boricuas; los jóvenes eran David Boira, Adalberto Martínez Mojica y Donna Bottman, quién era una aspirante a actriz y modelo. Todos ellos fueron elegidos por los Pet Shop Boys.
- Neil Tennant con camisa blanca es testigo y relator de la historia.
- Chris Lowe aparece siendo el DJ de la fiesta
- Donna Bottman es la chica que mantiene el triángulo amoroso
- David Boira es el chico que mantiene un amorío secreto con la joven
- Adalberto Martínez Mojica es amigo del anterior y quien persigue a la joven primeramente

## Publicaciones
Además de la versión original, se republicó varias veces en álbumes recopilatorios. Siendo la primera en Discography: The Complete Singles Collection de 1991, la segunda en PopArt: Pet Shop Boys – The Hits de 2003 y la última en 2010 con Ultimate.

### 7": Parlophone / R 6190 (Reino Unido)
Sencillo original y versión de Introspective.
1. "Domino Dancing" – 4:17
2. "Don Juan" – 3:53

### 12": Parlophone / 12 R 6190 (Reino Unido)
En 1998 se lanzó el álbum de remezclas Essential, con la versión alternativa.
1. "Domino Dancing" (mezcla de Discoteca) – 7:41
2. "Don Juan" (mezcla de Discoteca) – 7:32
3. "Domino Dancing" (mezcla Alternativa) – 4:42

- También liberado en MC (TCR 6190) y CD (CDR 6190)

### 12": Parlophone / 12 RX 6190 (Reino Unido)
1. "Domino Dancing" (mezcla de Base) – 5:53
2. "Don Juan" (Demo) – 4:19
3. "Domino Dancing" (Instrumental demo) – 4:45

### 12": EMI-Manhattan / V-56116 (Estados Unidos)
1. "Domino Dancing" (mezcla de Discoteca) – 7:41
2. "Domino Dancing" (versión original) – 4:17
3. "Don Juan" (mezcla de Discoteca) – 7:32
4. "Domino Dancing" (mezcla Alternativa) – 4:48

## Posición en listas
| Lista (1988–1989)                     | Máxima posición |
| ------------------------------------- | --------------- |
| Alemania (Offizielle Deutsche Charts) | 3               |
| Australia (ARIA)                      | 36              |
| Austria (Ö3 Austria Top 40)           | 19              |
| Bélgica (Flandes) (Ultratop 50)       | 6               |
| Canadá (RPM Top Singles)              | 17              |
| Canadá (RPM Dance/Urban)              | 2               |
| Canadá (The Record)                   | 9               |
| Dinamarca (Tracklisten)               | 2               |
| España (AFYVE)                        | 1               |
| Estados Unidos (Billboard Hot 100)    | 18              |
| Estados Unidos (Alternative Airplay)  | 22              |
| Estados Unidos (Hot Dance Club Songs) | 5               |
| Estados Unidos (Dance Singles Sales)  | 20              |
| Estados Unidos Cash Box Top 100       | 21              |
| Europa (European Hot 100 Singles)     | 3               |
| Finlandia (Suomen virallinen lista)   | 1               |
| Francia (SNEP)                        | 40              |
| Irlanda (IRMA)                        | 4               |
| Italia (Musica e dischi)              | 5               |
| Nueva Zelanda (Recorded Music NZ)     | 9               |
| Noruega (VG-lista)                    | 5               |
| Países Bajos (Dutch Top 40)           | 7               |
| Países Bajos (Mega Single Top 100)    | 9               |
| Reino Unido (Official Charts Company) | 7               |
| Suecia (Sverigetopplistan)            | 6               |
| Suiza (Schweizer Hitparade)           | 5               |

| Lista (1988)                          | Posición |
| ------------------------------------- | -------- |
| Alemania (Offizielle Deutsche Charts) | 54       |
| Bélgica (Ultratop 50 Flanders)        | 58       |
| Canadá (RPM Dance/Urban)              | 4        |
| Europa (European Hot 100 Singles)     | 50       |
| Países Bajos (Dutch Top 40)           | 63       |

## Otras versiones
En 1991 el boricua Chayanne presentó su versión, también en inglés, en el XXXII Festival Internacional de la Canción de Viña del Mar y con una animada coreografía.
La banda tributo sueca a Pet Shop Boys, West End Girls, lanzaron su versión en 2005 como sencillo de su álbum debut Goes Petshopping, alcanzando el número tres en la lista sueca de sencillos.
Finalmente los propios Pet Shop Boys hicieron una combinación de "Viva la vida", éxito de la banda Coldplay, con "Domino Dancing" en 2009 y lo usaron para publicitar su décimo álbum de estudio: Yes.